# Lijst van beschermd erfgoed in Perwijs
Onderstaande tabel geeft een overzicht van de beschermde erfgoederen in de gemeente Perwijs. Het beschermd erfgoed maakt deel uit van het cultureel erfgoed in België.
| Object | Bouwjaar/architect | Deelgemeente                  | Adres                       | Coördinaten                   | Nummer?                | Afbeelding |
| --- | ------------------ | ----------------------------- | --------------------------- | ----------------------------- | ---------------------- | --- |
| Toren van de kerk Saint-Jean-Baptiste |                    | Malèves-Sainte-Marie-Wastines | Wastinnes                   | 50° 40' 12" NB, 4° 48' 10" OL | 25084-CLT-0001-01 Info | Toren van de kerk Saint-Jean-Baptiste |
| Orgels van de kerk Saint-Martin de Thorembais-les-Béguines, waaronder de balustrade en een ensemble met het buffet van het instrument |                    | Thorembais-les-Béguines       |                             | 50° 39' 31" NB, 4° 49' 6" OL  | 25084-CLT-0002-01 Info | Orgels van de kerk Saint-Martin de Thorembais-les-Béguines, waaronder de balustrade en een ensemble met het buffet van het instrument |
| Kapel Saint-Roch en het ensemble van de kapel en diens omgeving |                    | Perwez                        | rue Saint-Roch, Perwez      | 50° 37' 9" NB, 4° 49' 5" OL   | 25084-CLT-0003-01 Info | Kapel Saint-Roch en het ensemble van de kapel en diens omgeving |
| Kerk Saint-Trond en de kerkhofmuur, en het ensemble van de kerk en omgeving |                    | Thorembais-Saint-Trond        | Perwez                      | 50° 38' 8" NB, 4° 47' 6" OL   | 25084-CLT-0004-01 Info | Kerk Saint-Trond en de kerkhofmuur, en het ensemble van de kerk en omgeving |
| Ensemble van de gebouwen en de geplaveide binnenplaats van de boerderij van Mont te Perwez, alsook het ensemble van de boerderij, de dreef, de toegangsweg en de omliggende terreinen |                    | Thorembais-les-Beguines       |                             | 50° 39' 37" NB, 4° 48' 52" OL | 25084-CLT-0005-01 Info | Ensemble van de gebouwen en de geplaveide binnenplaats van de boerderij van Mont te Perwez, alsook het ensemble van de boerderij, de dreef, de toegangsweg en de omliggende terreinen |
| De gevels en daken van kleine Cense |                    | Thorembais-les-Beguines       | Perwez                      | 50° 39' 22" NB, 4° 49' 10" OL | 25084-CLT-0006-01 Info | |
| De gevels en daken van de portiek, het hoofdgebouw en de straatvleugel, en de totaliteit van de doorgang van de boerderij |                    | Thorembais-les-Beguines       | rue Trémouroux n°94, Perwez | 50° 38' 15" NB, 4° 45' 45" OL | 25084-CLT-0007-01 Info | De gevels en daken van de portiek, het hoofdgebouw en de straatvleugel, en de totaliteit van de doorgang van de boerderij |
| Boerderij van Mellemont, de totaliteit van de twee schuren, het portiek in het zuidoosten, waterputten en stallen (A), de vier westelijke traveeën (B) en de omliggende muur, de stenen van de binnenplaats, de gevels en daken van de andere gebouwen uitgezonderd de vier moderne bijgebouwen, en het ensemble van de boerderij, de stroom Thorembais, de rijen populieren en de agrarische vlakte. |                    | Thorembais-les-Beguines       |                             | 50° 39' 8" NB, 4° 48' 24" OL  | 25084-CLT-0008-01 Info | Boerderij van Mellemont, de totaliteit van de twee schuren, het portiek in het zuidoosten, waterputten en stallen (A), de vier westelijke traveeën (B) en de omliggende muur, de stenen van de binnenplaats, de gevels en daken van de andere gebouwen uitgezonderd de vier moderne bijgebouwen, en het ensemble van de boerderij, de stroom Thorembais, de rijen populieren en de agrarische vlakte. |